# Авл Корнелий Пальма Фронтониан
Авл Корне́лий Па́льма Фронтониа́н (лат. Aulus Cornelius Palma Frontonianus; казнён в 117 году, Таррацина, Римская империя) — древнеримский государственный и политический деятель времён правления императора Траяна, двукратный консул (в 99 и 109 годах).

## Биография
О происхождении Пальмы ничего неизвестно. В 99 году он был, совместно с Квинтом Сосием Сенеционом, назначен на должность ординарного консула. Этот консулат, данный Пальме на раннем этапе правления Траяна, позволяет сделать вывод о его тесной связи с императором. С 99/100 по 101/102 годы Фронтониан был легатом-пропретором провинции Ближняя Испания, а позднее был переведён в Сирию, которой управлял в промежутке со 104/105 по 108 годы. В этой должности Пальма аннексировал Набатейское царство. Он стал главнокомандующим войска, состоящим из египетских, иудейских подразделений римской армии, а также награждён триумфом и удостоен бронзовой статуи на форуме Августа. Из этого немецкий историк Карл Штробель делает вывод, что аннексия Набатейского царства не обошлась без проведения боевых действий.
Пальма, вероятно, также был инициатором пятой императорской аккламации Траяна, которая была проведена войском Пальмы и принята самим принцепсом. В 109 году Фронтониан был вторично назначен на должность ординарного консула; его коллегой стал Публий Кальвизий Тулл Рузон. К концу правления Траяна Пальму подозревали в стремлении к императорской власти. После смерти Траяна, в первые месяцы правления его преемника — Адриана, Пальма был казнён на основании решения сената (впрочем, причины этого решения остаются неизвестными).